# Мансуровский сельсовет (Курганская область)
Мансуровский сельсовет — упразднённые административно-территориальная единица и муниципальное образование со статусом сельского поселения (было образовано в соответствии с Законом Курганской области от 6 июля 2004 года № 419 сельсовет наделён статусом сельского поселения) в составе Сафакулевского района Курганской области.
Административный центр — село Мансурово.
15 марта 2022 года сельсовет был упразднён в связи с преобразованием муниципального района в муниципальный округ.

## История
Село зародилось в XVIII веке, в период когда Царская Россия представляла собой крайне отсталую страну как в экономическом так и политическом плане. Ухудшающееся положение крестьян, нужда заставляла их уходить с насиженных мест в необжитые, глухие леса и степи в поисках лучшей доли.
```
В Зауралье стекались разорившиеся крестьяне с Поволжья, Казани, Урала, Петропавловска, и здесь, на небогатых землях, разводили скот и начинали торговать. Отдельные семьи очень быстро разбогатели и овладевали землей и вскоре стали владеть огромными территориями.
```

```
Установлено, что годом основания с. Мансурово является 1757 г. Оно начало развиваться с момента приезда сюда в 1774 г. служивого человека, сотника Мавлюта Мансурова, который сбежал от Пугачева и скрылся в здешних краях. Вот видимо он и дал название деревне, есть предположение, что оно произошло и от имени Мансура Тукаева, так как всегда носило два имени: Мавлютовка или Мавлют аул и Урта-аул (срединная деревня), и только много позднее деревня стала называться Мансурово.
```

Сразу в деревне была построена мечеть, а когда деревня разрослась, появилась необходимость в строительстве и второй мечети. Жители деревни, а это были башкиры, татары и казахи в основном занимались сельскохозяйственным трудом.
Исследования по старине Мансурово сложны ещё и потому, что говор жителей Мансурово по основным признакам близок к восточному диалекту башкирского литературного языка.
В 1922 г., после Октябрьской революции и через три года после освобождения села от колчаковцев, в селе создается новая школа в одном из крестьянских домов, что положило началу образования, культуре.
В это же время создается первая комсомольская ячейка, в которую вошло 7 человек, а секретарем ячейки был избран Латиф Мавлютович Киреев, уроженец д. Мансурово, который позднее окончил Свердловский пединститут. Комсомольцы вели активную работу по вовлечению крестьян в колхозы, объясняли политику советской власти, проводили беседы, читали лекции.
```
Все это послужило толчком к созданию в Мансурово в 1926 г. кооперативного товарищества по совместной обработке земли.
```

В 1929 г. был создан первый колхоз у основания которого стояли Нургат Мавлютов, Ахматьян Сулейманов, Рахимьян Гайсин, Фазыльян Гайсин, Гилимьян Бергалеев, Рахматулла Набиев, Мужип Закиров, Хаким Куляев, Иксан Хусаинов, Фазыл Нухов, Мавлют Вахитов, председателем был избран Рахматулла Зайхунов, который до этого возглавлял ТОЗ, позже многие годы колхозом руководил Сафа Мавлютов.
Первоначально в ТОЗе было 4 амбара, 2 плуга, 2 бороны, 5 саней, 5 упряжей, 7 лошадей, 12 голов КРС и 6 овец, земли было 68 десятин. Уже к середине тридцатых годов экономика колхоза шагнула далеко вперед: поголовье КРС выросло до 140 голов, увеличились посевные площади, а сбор зерна составил около 10 тыс. ц.
Осенью 1935 г. Челябинским обкомом ВКП"б" был награждён нагрудным знаком «Ударник сталинского похода за урожай». Файзрахман Ханов, Гульямал Гайсина, Гильмизада Каримова и Ямиля Мухамедьярова.
Старожилы вспоминают прекрасных работников Хайбуллу Абдрахманова, Зарифа Загретдинова, Муталапа Юсупова, Абдлахата Вахитова. Все эти люди очень многосделали для развития колхоза. С особым уважением относятся люди к такимколхозникам как Аюп Нухов, Абдрахман Сафин и др.
Колхоз «Красная Заря» особенно активно начал работать в 1960-70 годы, когда на смену устаревшей технике и оборудованию пришли новые трактора и комбайны, новые сеялки и культиваторы, удобрения и ядохимикаты, а к руководству хозяйством пришли грамотные, ответственные люди, такие как Ахмет Мухарамович Гайнутдинов, который многие годы возглавлял колхоз, и при котором он развивался наиболее быстрыми темпами.
```
При нём построены новые коровники, контора колхоза, клуб, школа, интернат, детский сад. Колхоз стал экономически сильным многоотраслевым хозяйством, где на смену старшему поколению приходят новые труженики такие, как Амиров Х. М., Зиннурова С., Мирзина Г., которые своим трудом прославили свой колхоз, о котором знают не только в районе, но и области.
```

## Население
| 1989 | 2002 | 2004 | 2010 | 2012 | 2013 | 2014 |
| ---- | ---- | ---- | ---- | ---- | ---- | ---- |
| 742  | ↘707 | ↘643 | ↘527 | ↘502 | ↘500 | ↘486 |
| 2015 | 2016 | 2017 | 2018 | 2019 | 2020 |      |
| ↘471 | ↘441 | ↘435 | ↘425 | ↘423 | ↘413 |      |

## Состав сельского поселения
| № | Населённый пункт | Тип населённого пункта       | Население |
| - | ---------------- | ---------------------------- | --------- |
| 1 | Мансурово        | село, административный центр | ↘413      |